# War Pigs
„War Pigs” este un cântec de protest împotriva războiului al trupei engleze de heavy metal Black Sabbath, lansat în 1970. Este piesa de deschidere a celui de-al doilea album de studio al trupei, Paranoid (1970). Este un cântec în genul Heavy metal și stoner rock.

## Componență

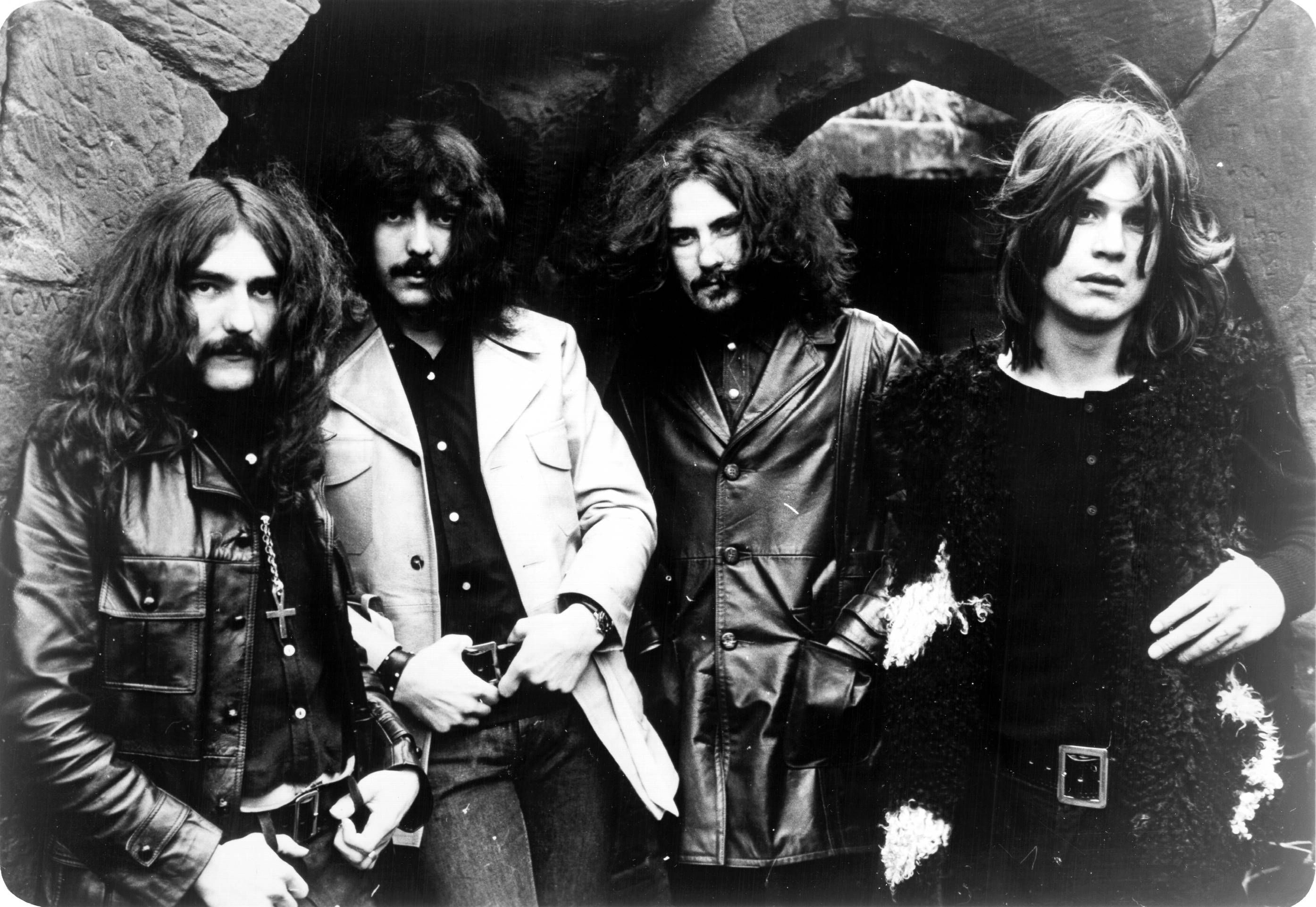
Black Sabbath în 1970. De la stânga la dreapta: Butler, Iommi, Ward, Osbourne.

- Ozzy Osbourne - voce
- Tony Iommi - chitară
- Geezer Butler - chitară bas
- Bill Ward - baterie